# Sayn-Wittgenstein-Wittgenstein
Sayn-Wittgenstein-Wittgenstein fou un comtat del Sacre Imperi Romanogermànic. Va sorgir com a partició de Sayn-Wittgenstein, estant format per la part sud del comtat de Wittgenstein. El 1631 es va formar una branca anomenada de Sayn-Neumagen per a Bernat. El 1657 es va partir en Sayn-Wittgenstein-Hohnstein i Sayn-Wittgenstein-Vallendar. A la mort de Bernat el seu territori va passar a Sayn-Wittgenstein-Hohenstein, que era la línia sènior de les dues en què s'havia dividit el 1657.

## Comtes de Sayn-Wittgenstein-Wittgenstein (1607–1657)
- Lluís II (1607–34)
- Joan (1634–57)